# 2008 en Inde
Chronologie de l'Inde
- 2004
- 2005
- 2006
- 2007
- 2008
- 2009
- 2010
- 2011
- 2012

Cette page concerne les évènements survenus en 2008 en Inde  :

## Chronologie

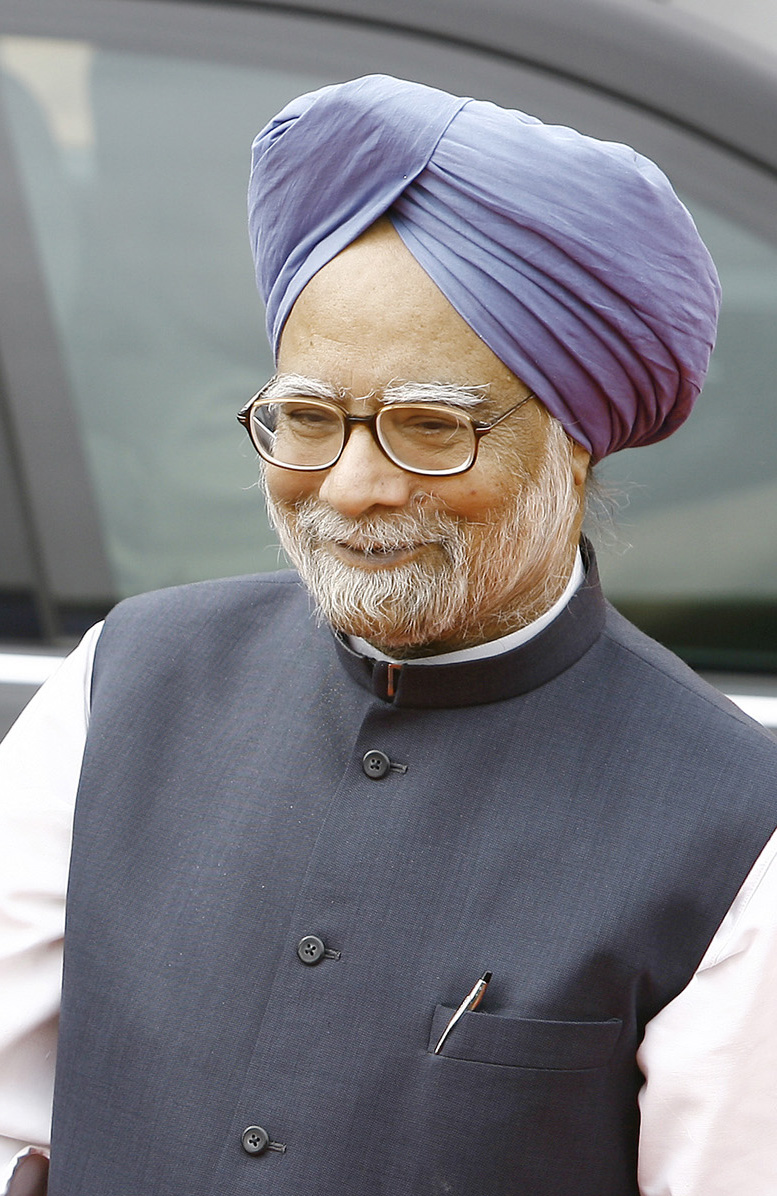
Manmohan Singh
(mai 2007)

### Janvier 2008
- Dimanche 13 janvier 2008 : Le Premier ministre indien Manmohan Singh est en visite officielle à Pékin et signe un accord de coopération globale.

- Vendredi 25 janvier 2008 : Visite d'État du Président Nicolas Sarkozy, jusqu'au 26 janvier.

### Février 2008
- Mardi 9 février 2008 : Un vaste trafic de reins est démantelé à Gurgaon près de la capitale. En neuf ans, le Dr Kumar aurait prélevé au moins 500 reins sur des pauvres gens des campagnes contre 50 000 roupies pour les transplanter sur de riches étrangers ou indiens malades en les revendant 2 millions de roupies (36 000 euros). Le médecin, bénéficiant de complicités, a réussi à s'enfuir vers Katmandou au Népal.

- Mercredi 20 février 2008 : Début d'une marche de 800 kilomètres (padyatra) entreprise par quelques centaines de personnes pour que le gouvernement vienne en aide à ceux qui ont survécu à la catastrophe du 3 décembre 1984 lorsqu'un nuage de fumée toxique s'est échappé de l'usine Union Carbide causant la mort de près de trente mille personnes.

### Mars 2008
- Mercredi 19 mars 2008 : La romancière du Bangladesh, Taslima Nasreen, menacée de mort par des islamistes pour son roman La Honte (Lajja) dans lequel elle décrit la vie d'une famille hindoue persécutée par les musulmans, est obligée de se réfugier en Europe. Elle avait déjà été contrainte en 1994 de trouver refuge en Inde après avoir été accusée de blasphème par des musulmans radicaux. La veille, elle avait affirmé que « le gouvernement indien ne vaut pas mieux que les fondamentalistes religieux ».

- Mercredi 26 mars 2008 : Tata Motors rachète Jaguar et Land Rover au constructeur automobile américain Ford.

- Jeudi 27 mars 2008 : Arrestation de treize membres d'une organisation islamiste interdite dont celle d'un terroriste recherché pour son implication dans les attentats contre les trains à Bombay en 2006 qui avaient fait 185 morts et plus de huit cents blessés.

### Avril 2008
- Vendredi 11 avril 2008 : Le gouvernement indien réagit aux propos accusateurs tenus par Taslima Nasreen après son départ pour l'Europe. Il affirme que « tous les soins relatifs à ses problèmes de santé, y compris son hypertension et ses problèmes dentaires. Elle a subi des examens réguliers au All India Institute of Medical Sciences (AIIMS) et elle a eu des consultations avec des cardiologues, néphrologues et endocrinologues expérimentés […] il n'y avait aucune restrictions sur l'utilisation des téléphones portables et de l'Internet. [elle] a continué à rencontrer des amis […] et même l'ambassadeur de Suède à Delhi ».

- Lundi 28 avril 2008 : L'Inde réussit l'exploit de déployer d'un seul coup dix satellites en orbite. La fusée Polar Satellite Launch Vehicle (PSLV) a été lancée depuis la base de Sriharikota (État de l'Andhra Pradesh). Elle transportait deux satellites indiens, dont Cartosat-2A, et huit microsatellites développés par des instituts de recherche canadien et allemand, chacun pesant entre 3 et 16 kg.

### Mai 2008
- Vendredi 2 mai 2008 : Le pays connait son taux d'inflation le plus haut depuis trois ans et demi avec 7,5 % sur un an, essentiellement en raison de la flambée du prix des matières premières.

- Samedi 3 mai 2008 : Une interview du président George W. Bush dans le Times of India déchaîne les commentaires : « Il y a 350 millions de personnes en Inde qui sont considérées comme "classes moyennes". C'est plus que l'Amérique. Leurs classes moyennes sont plus importantes que toute notre population. Et quand vous commencez à vous enrichir, vous commencez à exiger une meilleure nutrition et une meilleure alimentation, et cela fait augmenter la demande, et cela fait monter les prix ».

- Lundi 5 mai 2008 : L'écrivain français, Dominique Lapierre, est décoré à New Delhi, par la présidente Pratibha Patil, le prix Padma Bhushan (prix du Lotus), une prestigieuse distinction civile décernée pour services rendus à la nation indienne. Il est le premier français à recevoir cette distinction pour ses vingt-sept ans d'inlassables efforts auprès des plus démunis. Le prix lui a été décerné le 26 janvier dernier. En 1986, il avait été fait citoyen d'honneur de Calcutta après la publication de son livre La Cité de la joie.

- Mardi 13 mai 2008 : Une série d'attentats à la bombe, perpétrés sur les marchés de Jaipur (Rajasthan), cause la mort de 60 personnes et en blessent d'autres.

- Mercredi 14 mai 2008 : Le groupe français Lafarge achète le groupe bétonier L&T Concrete pour 226 millions d'euros. Désormais avec 25 % des parts de marché il devient leader du béton dans le pays.

- Vendredi 30 mai 2008 : 
  - Les violences qui se sont déroulées toute la semaine au Rajasthan, entre la police indienne et les membres de la caste des Gurjars, ont fait 42 morts.
  - La croissance annuelle indienne s'est maintenue à 9,0 % au 31 mars alors que l'inflation atteint 8,1 % en rythme annuel au 15 mai.

### Juin 2008
- Jeudi 12 juin 2008 : Le groupe pharmaceutique japonais « Daiichi Sankyo » (CA 5,3 milliards €) annonce le rachat du groupe pharmaceutique indien « Ranbaxy » (CA 1 milliard €) pour 3 milliards d'euros. Il s'agit d'un des leaders mondiaux dans les médicaments génériques qui ouvre au groupe japonais le marché des médicaments génériques dont il était absent et qui représente un quart du marché mondial des médicaments et lui permet de s'implanter dans de nouveaux pays.

- Vendredi 20 juin 2008 : L'inflation atteint son record de 11,05 % en une année.

### Juillet 2008
- Samedi 26 juillet 2008 : À Ahmedabad, des attentats à la bombe, revendiqués par les Moudjahidins indiens causent la mort de 49 personnes et font plus de 160 blessés.

### Octobre 2008
- Mercredi 22 octobre 2008 : Un attentat à la bombe, fixée sur une moto, elle a explosé devant un centre d'entraînement des commandos de la police à Imphāl dans le nord-est de l'Inde (État de Manipur), faisant 17 morts et 23 blessés. Dans cette région, voisine du Bangladesh, du Bhoutan, de la Chine et de la Birmanie, des dizaines de groupes séparatistes sont actifs.

- Jeudi 30 octobre 2008 : Douze attentats simultanés explosent dans plusieurs cités du nord de l'Inde, faisant au moins 56 morts et plus de trois cents blessés dont 70 graves. Selon les autorités, la guérilla du Front de libération de l'Assam (ULFA) en lutte depuis 1979 semble être le commanditaire de ces actions terroristes, comme celui de janvier 2007 qui avait fait 62 morts[1].

### Novembre 2008
- Lundi 17 novembre 2008 : 
  - Le ministre des Finances estime la croissance du pays en baisse pour 2008 à 7 ou 7,5 % et celle de 2009 à 9 %.
  - Le gouvernement de l'État de l'Andhra Pradesh reconnaît l'existence de cas de tortures infligées par la police indienne à 21 musulmans soupçonnés de terrorisme à la suite des attentats de mai et août 2007 dans la mégalopole méridionale d'Hyderâbâd. 600 dollars ont été offerts à chacune des victimes en compensation[2].

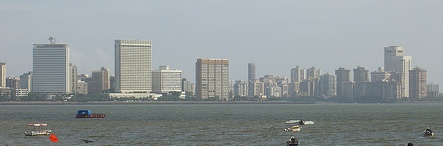
Bombay vu de la mer

- Mercredi 26 novembre 2008 : Une série d'attaques à Mumbai ex-Bombay (tirs et explosions) cause la mort de 80 personnes et font plus de 200 blessés. Des assaillants ont pris en otages quelque quarante occupants britanniques et américains de deux hôtels de luxe de la ville, le Taj Mahal et le Trident. Ces attaques sont revendiquées par un groupe inconnu, signant « Deccan Mujahideen » (Moujahidines du Deccan). La police a donné l'assaut à l'hôtel Taj Mahal, tuant 9 des 14 assaillants, tous les otages ont été libérés. Des parlementaires et fonctionnaires européens en visite à Bombay sont pris dans les fusillades.

- Jeudi 27 novembre 2008 : 
  - Bilan actualisé en fin d'après-midi des victimes des évènements de Bombay : au moins 125 morts dont 4 étrangers et 350 blessés dont 11 étrangers[3]. La confusion règne dans la capitale économique indienne. Un troisième hôtel l'Oberoi a été attaqué avec au moins 100 otages et une gare ferroviaire[4]. Trois puissantes explosions ont lieu dans le sud de Bombay. Un centre communautaire juif est occupé par une dizaine d'assaillants qui retiennent en otages une vingtaine d'Israéliens.
  - L'Iran condamne les attaques "terroristes" qui ont fait au moins 100 morts à Bombay, et affirme "détermination à combattre ce phénomène diabolique". Selon des témoignages, les assaillants lourdement armés seraient arrivés depuis la côte ouest, à bord de bateaux rapides après avoir été acheminés au large par un vaisseau plus important.
  - Selon les services de renseignements russes, les assaillants islamistes responsables des attaques meurtrières à Bombay  appartiennent au groupe terroriste pakistanais Lashkar-e-Toiba et sont liés au réseau terroriste Al-Qaïda. Ils ont suivi un entraînement spécial dans les camps d'Al-Qaïda à la frontière entre le Pakistan et l'Inde. Le ministre pakistanais de la Défense a « fermement affirmé » que le Pakistan n'était impliqué en aucune manière dans les attaques de Bombay.
  - Le premier ministre Manmohan Singh avertit : « "Nous voulons faire savoir fermement à nos voisins que nous ne tolèrerons pas l'utilisation de leur territoire pour lancer des attentats contre nous et qu'il y aura un coût s'ils ne prennent pas les mesures qui conviennent […] Il est évident que le groupe qui a mené ces attaques, basé à l'extérieur du pays, est arrivé avec la ferme détermination de semer le chaos dans la capitale commerciale de notre pays »[5].

- Vendredi 28 novembre 2008 : L'hôtel Taj Mahal est entièrement libéré par les commandos de l'armée. Des assaillants sont tués. Selon un bilan provisoire, les attaques se sont soldées par au moins 155 morts et 327 blessés. 5 otages israéliens sont tués dans le centre culturel juif de Bombay — le complexe de Nariman House, qui abrite un centre religieux juif orthodoxe du mouvement Loubavich, le Beit Chabad, était une des cibles des islamistes. Parmi les victimes il y a deux Français — la fondatrice du groupe de lingerie féminine Princesse Tam Tam, Loumia Hiridjee, et son époux Mourad Amarsy — deux Américains — un rabbin et son épouse —, un Australien, un Japonais…

- Samedi 29 novembre 2008 : 
  - Bilan actualisé en début de matinée des victimes des évènements de Bombay : 195 morts dont au moins 12 étrangers et 295 blessés dont au moins 11 étrangers. La police annonce la fin des opérations après plus de deux jours de combats urbains. Les derniers assaillants islamistes encore retranchés dans l'hôtel Taj Mahal ont été abattus[6]. Au total 8 Israéliens ont été tués dont 6 dans le centre culturel juif, 4 autres Israéliens sont portés disparus. Entre les deux premiers hôtels et le centre juif, les forces de l'ordre ont libéré 610 otages.
  - Le concert « Live Earth », prévu le 7 décembre pour lever des fonds destinés à financer des projets liés à l'énergie solaire, est annulé en raison de la situation.

- Dimanche 30 novembre 2008 : Le ministre de l'Intérieur Shivraj Patil présente sa démission, à la suite des attaques des extrémistes islamistes sur la capitale économique Bombay. Nouveau bilan en baisse : 172 morts.

### Décembre 2008
- Mardi 2 décembre 2008 : 
  - Bilan actualisé en début de matinée des victimes des évènements de Bombay : 188 morts dont au moins 12 étrangers et 313 blessés dont au moins 11 étrangers.
  - Les autorités indiennes demandent par la voie diplomatique au Pakistan de lui livrer des terroristes présumés, notamment Hafeez Sayeed, chef du groupe Lashkar-e-Toiba, basé au Pakistan et actif au Cachemire, groupe suspect numéro 1 soupçonné d'être à l'origine des attaques meurtrières de Bombay et Yusuf Muzammil, identifié comme le chef des opérations terroristes contre l'Inde au sein du groupe[7]. L'Inde ne met pas directement mis en cause le gouvernement pakistanais, mais reproche au Pakistan « son échec à juguler le terrorisme émanant de son territoire »[8]. Le premier ministre pakistanais Youssouf Raza Gilani demande à l'Inde de fournir des preuves de l'implication de Pakistanais dans les attaques meurtrières de Bombay et promis de coopérer si ces preuves étaient fournies et propose à l'Inde de créer une équipe conjointe pour enquêter sur les attaques de Bombay.
  - Une bombe explose dans un train après son arrivée dans une gare à 300 km au sud de Guwahati, capitale de l'Assam, tuant 2 personnes et en blessant une trentaine. Un groupe ethnique revendique depuis cinq ans l'autonomie de cet État.
  - Les services secrets américains auraient averti l'Inde dès la mi-octobre de la possibilité d'une attaque « par la mer contre des hôtels et des centres commerciaux de Bombay » (Mumbai). Ils avaient détecté des appels passés avec des cartes SIM de téléphone cellulaire prépayées auprès de terroristes de Bombay ce qui les a conduits à la découverte d'un véritable « trésor d'informations » menant au Pakistan avec des connexions possibles avec les États-Unis.
  - Visite de soutien des sénateurs américains John McCain, Joseph Lieberman et Lindsey Graham. Le secrétaire américain à la Défense Robert Gates félicite les autorités indiennes pour la retenue dont elles font preuve après les attentats de Bombay.

- Mercredi 3 décembre 2008 : Des explosifs, laissés par les auteurs des attentats, sont découverts dans la gare de Bombay.

- Vendredi 5 décembre 2008 : La police arrête deux complices indiens des auteurs des attaquants islamistes de Bombay.

- Samedi 6 décembre 2008 : La banque centrale abaisse de 7,5 % à 6,5 % (-1pts) son taux d'intérêt à court terme pour faciliter l'accès au crédit et de relancer la croissance.

- Vendredi 12 décembre 2008 : Près de 100 000 personnes ont formé une chaîne humaine « pour la paix » à Bombay qui a réuni tous les lieux mitraillés par un commando islamiste du 26 au 29 novembre, ayant fait 172 morts dont neuf assaillants.

- Samedi 13 décembre 2008 : Élections au Cachemire indien sous haute tension.

- Mardi 16 décembre 2008 : L'État du Bengale occidental annonce la découverte d'une épidémie de grippe aviaire après la mort de quelque 5 000 poulets en une semaine dans des élevages de volailles du village de Malda à 200 km de Calcutta.

- Mercredi 17 décembre 2008 : Le Parlement renforce à l'unanimité la législation anti-terroriste. La nouvelle législation prévoit notamment la création d'une police fédérale modelée sur le FBI, une meilleure formation des forces spéciales et l'extension de la détention (de 90 à 180 jours) des personnes soupçonnées de terrorisme.

- Jeudi 18 décembre 2008 : Deux Indiens soupçonnés de complicité avec le Lashkar-e-Taïba, le mouvement islamiste pakistanais clandestin et actif au Cachemire qui serait responsable du carnage de Bombay du 26 au 29 novembre, sont arrêtés[9].